# Šindliar
Šindliar (bis 1948 slowakisch „Šinglar“ – bis 1927 „Šingľar“ oder „Šingliar“; deutsch Senglerdorf, ungarisch Singlér) ist eine Gemeinde im Osten der Slowakei mit 571 Einwohnern (Stand 31. Dezember 2024) im Okres Prešov, einem Teil des Prešovský kraj, und wird zur traditionellen Landschaft Šariš gezählt.

## Geographie

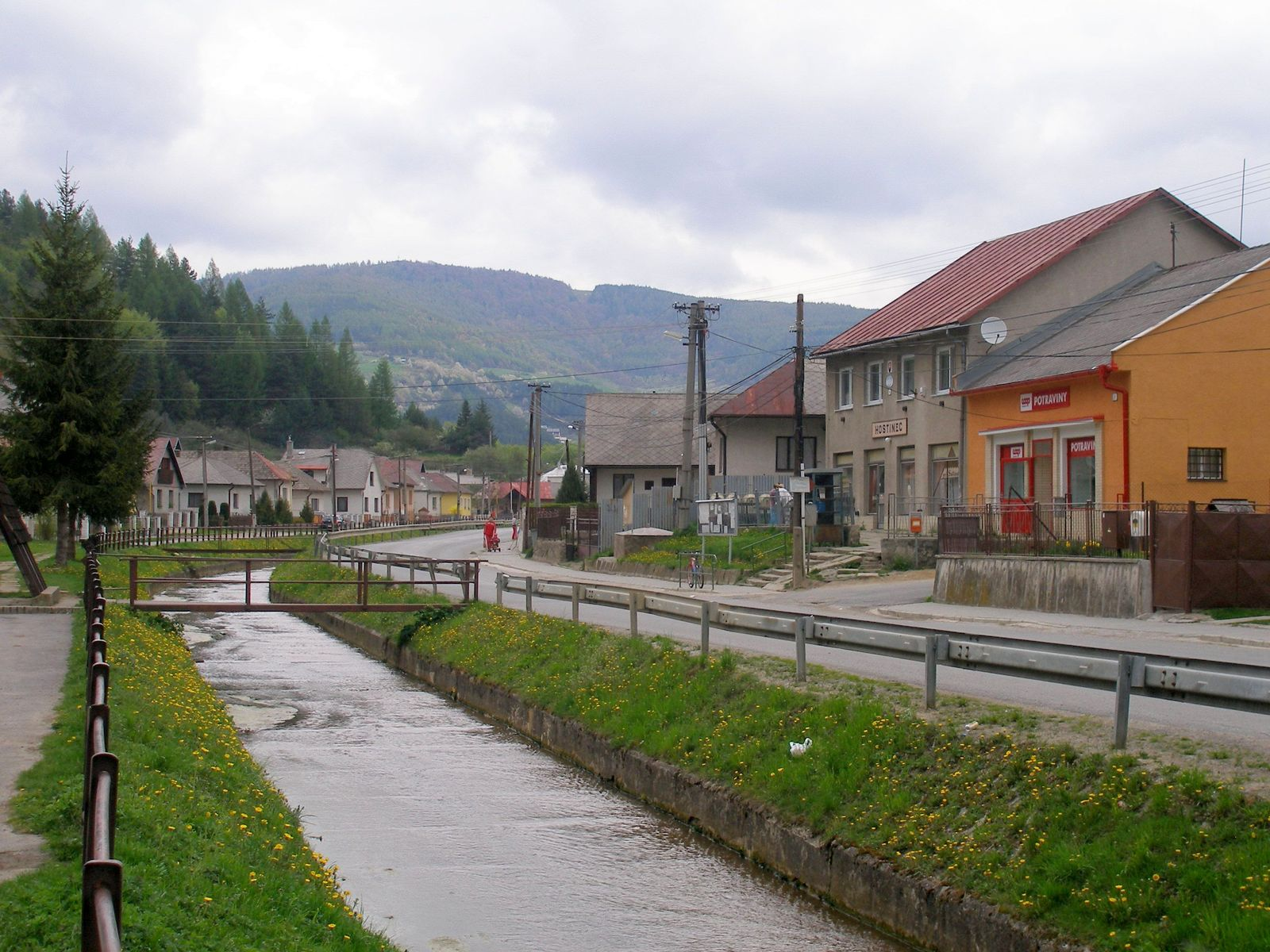
Šindliar

Die Gemeinde befindet sich am Übergang vom Bergland Šarišská vrchovina in das westlich gelegene Braniskogebirge am Zusammenfluss von Lačnovský potok und Kopytovský potok, im Einzugsgebiet der Svinka. Das Ortszentrum liegt auf einer Höhe von 493 m n.m. und ist 25 Kilometer von Prešov entfernt.
Nachbargemeinden sind Lipovce im Norden, Štefanovce im Osten, Fričovce im Süden, Široké und kurz Korytné im Südwesten und Poľanovce im Westen.

## Geschichte

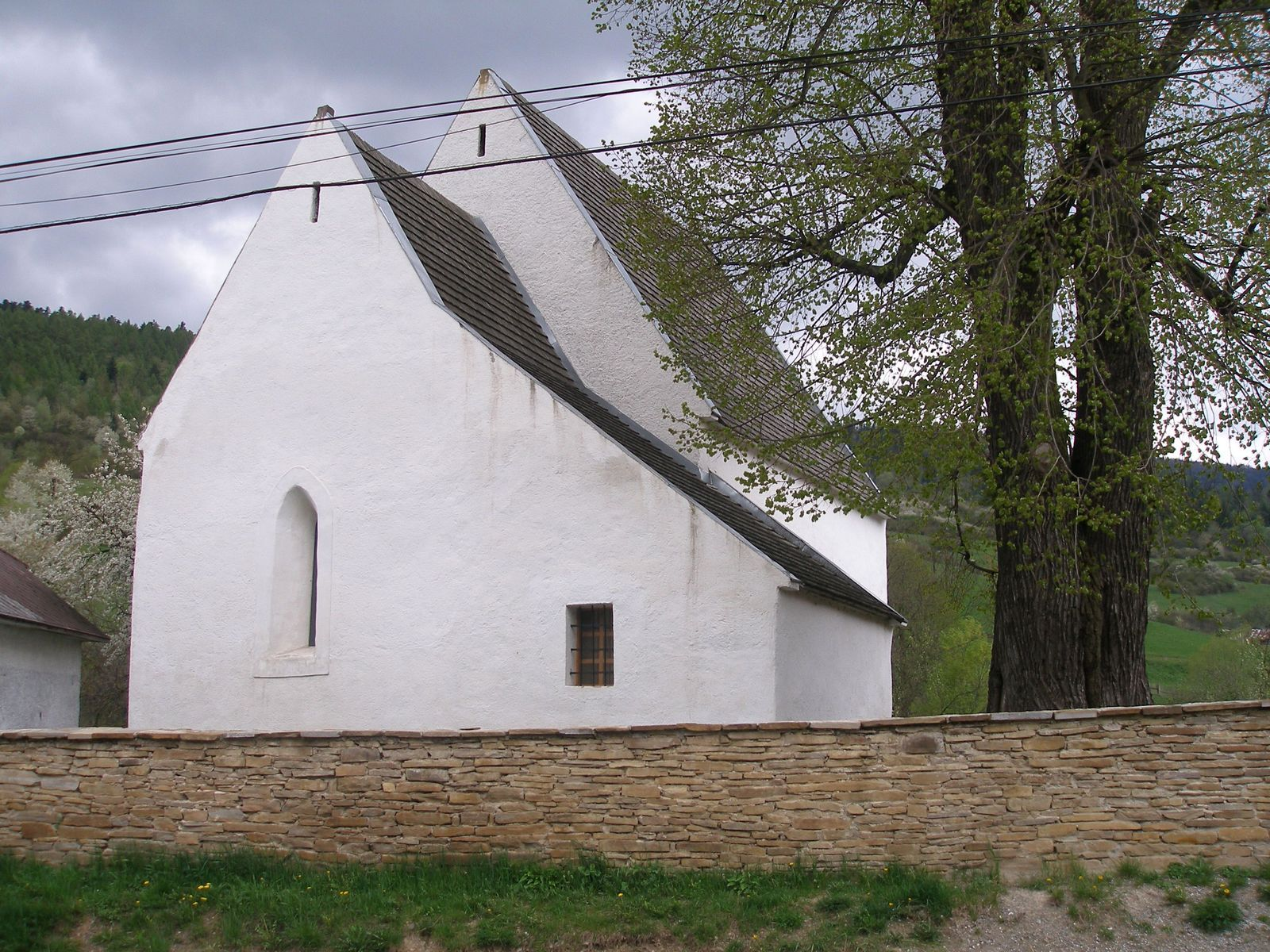
Erzengel-Michael-Kirche

Šindliar entstand im 14. Jahrhundert nach deutschem Recht, gemäß einer Vereinbarung zwischen dem Adeligen Merse und dem späteren Schultheiß Nicolai Schindler. Die Gründungswahl fiel auf ein bewaldetes Stück Land zwischen dem Gebirgsstock Branisko und dem bereits bestehenden Ort Štefanovce. 1427 hatte das Dorf insgesamt 29 Porta und war damals Besitz des Geschlechts Soós, ab dem 16. Jahrhundert des Geschlechts Bertóty sowie weiterer Geschlechter. 1787 hatte die Ortschaft 48 Häuser und 337 Einwohner, 1828 zählte man 47 Häuser und 359 Einwohner, die u. a. als Fischer, Förster, Fuhrmänner und Landwirte beschäftigt waren. Im 19. Jahrhundert besaß das Geschlecht Ghillányi Güter im Ort.
Bis 1918 gehörte der im Komitat Scharosch liegende Ort zum Königreich Ungarn und kam danach zur Tschechoslowakei beziehungsweise heute Slowakei.

## Bevölkerung
| Jahr                | 1994 | 2004    | 2014    | 2024    |
| ------------------- | ---- | ------- | ------- | ------- |
| Anzahl der Personen | 518  | 553     | 548     | 571     |
| Unterschied         |      | +6,75 % | −0,90 % | +4,19 % |

| Jahr                | 2023 | 2024    |
| ------------------- | ---- | ------- |
| Anzahl der Personen | 564  | 571     |
| Unterschied         |      | +1,24 % |

Nach der Volkszählung 2011 wohnten in Šindliar 543 Einwohner, davon 512 Slowaken, zwei Roma und ein Russine. 28 Einwohner machten keine Angabe zur Ethnie.
497 Einwohner bekannten sich zur römisch-katholischen Kirche, neun Einwohner zur griechisch-katholischen Kirche und vier Einwohner zur griechisch-katholischen Kirche. Bei 33 Einwohnern wurde die Konfession nicht ermittelt.

## Bauwerke
- römisch-katholische Erzengel-Michael-Kirche im gotischen Stil aus der Zeit von etwa 1300. Der Holzturm wurde 1714 hinzugebaut, im Jahre 1840 erneuerte man die Kirche.